# アストンマーティン・V8
V8は、アストンマーティン・ラゴンダが1972年4月から1989年10月に製造したスポーツカーであり、Sr.1-Sr.5までのモデルが存在する。主任技師マレックがアストンマーティン引退間際に全力をあげて設計したDBS V8の発展型モデル。
前モデルの「DBS V8」とは、ヘッドライト部分を含めたノーズ部分のデザインが大きく異なる。
1971年にアストンマーティンの経営権がデヴィッド・ブラウンからカンパニー・ディベロップメンツに代わったことからV型8気筒エンジンにはDBシリーズの名は冠せられていないが、基本設計は旧DBシリーズの直系にあたる。
英国スポーツカー伝統のシューティングブレークも存在し、1977年からは高性能モデルのV8ヴァンテージも生産された。このV8ヴァンテージは、0～60mph（約96km/h）加速でフェラーリ・デイトナを凌駕し、170mph（約274km/h）に達する最高速度で、「英国初のスーパーカー」と称賛された。
007シリーズにおいては1987年公開の『007/リビング・デイライツ』にヴァンテージ・ヴォランテとサルーンが、2021年公開の『007/ノー・タイム・トゥ・ダイ』にヴァンテージ・サルーンが登場している。また、本編ではないが2015年公開の『007 スペクター』公開を記念したジレットのCMにおいて銀色のサルーンが登場している。
007シリーズ以外ではレッドのヴァンテージが、ローワン・アトキンソン主演のスパイ・コメディ・アクション映画『ジョニー・イングリッシュ アナログの逆襲』（2018年）に、イギリスの諜報機関MI7から主人公に支給された車として登場する。

## 概要
エンジン
エンジンは、その名の通り5,340ccの水冷90度V型8気筒エンジンを搭載。V型8気筒エンジンにDOHCという当時としてはかなり贅沢な設計で、最高回転6,250rpmという高回転型エンジンに仕上げられている。
初期型はボッシュ製の機械式燃料噴射装置であったが、排気ガス規制対応のため後期型はダウンドラフトツインチョークウェーバー製キャブレター4基に変更されている。
305hp/5,200rpm。0-400mは14.3秒、最高速度270km/h。高性能モデルV8ヴァンテージの最終型が搭載する580X型エンジンは430hpを出すとも言われている。
シャシ
スーパーレジェッラ工法による、細い鋼管にアルミパネルを手作業で溶接したボディは、22層もの塗装が施されている。大きなV型8気筒エンジンを収めたロングノーズと、古いイタリア車風のバックラインを持つが、ボディは大きめ。車両重量1,800kg。
トランスミッション
クライスラー製トークフライト3速ATと、ZF製5速フルシンクロMTが同じ価格で用意されていた。
足回り
当時最高級のパワーステアリングが搭載されており、現代車に比べればペダルはかなり重いが、ガーリング製4ポット・キャリパーとベンチレーテッドディスクブレーキをロッキードAP製のバキュームサーボでアシストしたブレーキは耐フェード性も高く、信頼性の高い制動力を持っていた。
内装
子牛5頭分のコノリーレザーによる。パネルにはスミス製の6つのメーターとルーカス製のアンペアメーター（Sr.4からはボルトメーター）計7連がW型に配置されている。Sr.3までは結晶塗装のパネルにメッキリングのメーターが輝き、Sr.4からはメッキリングが廃止され、代わりに風合いのあるウッド製のパネルとなった。エア・コンディショナーも装備されていた。